# 相馬直樹
相馬直樹（1971年7月19日—），已退役日本足球運動員，前日本國家足球隊成員，司職後衛。現任鹿島鹿角主教練。

## 俱樂部生涯
相马直树1971年7月19日出生于静冈县，1994年从早稻田大学加盟鹿岛鹿角，为球队获得4次联赛冠军立下汗马功劳，并且代表日本国家队参加了1998年法国世界杯。
大学时代的头号球星。左路的助攻和传中是鹿岛鹿角和日本队的杀手锏。世界杯时是日本表现最好的球员之一，本有望在世界杯后转会阿森纳（后来去的是他的后辈稻本润一），最终因签证等问题影响了试训和加盟。2000年天皇杯对大阪飞脚的比赛中左膝外侧半月板严重损伤，之后就于板凳为伍。2002年为了争取出场机会租借至东京绿茵，2003年归队后依然无法进入主力阵容。2004年转会川崎前锋前线改踢后腰，2005赛季结束后退役。

## 國家隊生涯
相马直树代表日本国家队参加了1998年世界杯。1996年亚洲杯小组赛末战的中日对决中，比赛最后时刻一脚爆射洞穿区楚良把守的球门，险些让中国队无缘小组出线。

## 執教生涯
退役后，相马直树先是在川崎前锋担任U18的顾问，随后2010年首次担任主教练就是在町田泽维亚，只不过那时这支球队还在JFL。他率队拿到了JFL第2名的成绩，但因为俱乐部的体育场不符合日职联赛的准入标准而无缘升级，相马也被老东家川崎前锋挖走。在担任川崎主帅1年多之后，他又担任山形山神的总教练。
2014年JFL改制为日丙，相马直树也重回町田。但他面临的是俱乐部的重组，当时新加入的球员多达14人，其中有5名都是大学生球员，真正有高级别联赛经验的球员只有来自清水心跳的门将高原寿康。然而就是在这样的情况下，相马直树率队仅用两年就从日丙升级到了日乙，也足见他捏合球队的能力。那一年的升级附加赛中，町田两回合总分3比1战胜了大分三神，包揽球队三粒进球的，正是本赛季日乙的神射手、赛季中期转会加盟大阪樱花、30岁才踢上日职的铃木孝司。
升入日乙之后，町田第一年就获得了第7名险些获得附加赛资格。2017年他们成绩滑落，但相马直树带队于2018年竟然获得了日乙第四名的好成绩。只是由于町田的主场没有达到日职联赛的准入标准，最终他们也无缘升级。不过到了本赛季，相马直树的球队成绩下滑，最终以第18名的成绩勉强保级。一年好，一年差，这似乎成了相马直树的魔咒。
11月27日，日乙联赛町田泽维亚俱乐部官方宣布，主帅相马直树正式离职，这也是他第二次从町田离开，而这一次执教长达6年。
鹿岛宣布，自4月14日起，助教相马直树将接替扎戈成为鹿岛鹿角新任主教练。

## 外部連結
- 相馬直樹 – FIFA國際賽競賽紀錄 (存檔)
- 相馬直樹在 National-Football-Teams.com 上的出场纪录
- Japan National Football Team Database （页面存档备份，存于）
- 日本職業足球聯賽中的Player statistics （日語）
- J联赛中的Manager statistics（日語）